# Giorgio Sonnino
Giorgio Sonnino (Alessandria d'Egitto, 17 febbraio 1844 – Roma, 29 novembre 1921) è stato un politico italiano.
Fu senatore del Regno d'Italia dalla XVI legislatura e ricoprì la carica di sindaco di San Miniato tra il 1876 e il 1882. Era fratello maggiore di Sidney Sonnino.